# Friedrich Schlögl
Friedrich Schlögl (født 7. december 1821 i Wien, død 7. oktober 1892 sammesteds) var en østrigsk forfatter.
Han var i en årrække embedsmand i Krigsministeriet, samtidig medarbejder ved "Figaro" og redigerede bladets bilag "Wiener Luft". En udpræget wiensk forfatter, som nedlagde sine iagttagelser af folkelivet og småborgernes færden i forskellige bøger, som Wiener Blut og Wienerisches, hvis skitser i senere tider delvis er blevne optrykte (1924 i en udgave af Oesterreichisches Schulbücherverlag). Schlögl er typen på en wiensk lokaldigter i 19. århundredes midte. Varig værdi både i teaterhistorisk og kulturel henseende ejer hans bog Vom Wiener Volkstheater (1884). Gesammelte Schriften med en indledning blev udgivne af Fritz Lemmermayer, 3 bind (1893).